# Clorur d'or(III)
El clorur d'or(III), tradicionalment anomenat clorur àuric, és un compost químic inorgànic compost d'or i clor. Té la fórmula molecular Au₂Cl₆. Els nombres romans de la fórmula indiquen que l'or té un estat d'oxidació de +3, el qual és el comú en els compostos d'or. Hi ha altres clorurs d'or segons quin sigui el seu estat d'oxidació. El clorur d'or(III) és molt higroscòpic i molt soluble en aigua i també en etanol. Es descompon per sobre dels 160 °C o a la llum.

## Preparació
El clorur d'or(III) sovint es prepara passant gas clor sobre pols d'or a 180 °C:
2 Au + 3 Cl₂ → 2 AuCl₃

## Reaccions
En contacte amb l'aigua, AuCl
3 forma hidrats acídics i la base conjugada [AuCl
3(OH)]−
. Es pot reduir pel Fe2+
 i causa la precipitació d'or elemental.
AuCl₃ anhidre es comença a descompondre a clorur d'or(I) al voltant de 160 °C; tanmateix, experimenta desproporcionació a temperatures més altes per donar or metall i AuCl₃.
AuCl₃ → AuCl + Cl₂ (>160 °C)
3 AuCl → AuCl₃ + 2 Au (>420 °C)
AuCl₃ reacciona, per exemple, amb àcid clorhidric per a formar àcid cloroàuric (HAuCl
4):
HCl + AuCl
3 (aq) → H+
 + [AuCl
4]−

El clorur d'or(III) és el punt de partida per a la síntesi de molts altres compostos d'or. Per exemple, reacciona amb cianur de potassi i produeix K[Au(CN)₄]:
AuCl
3 + 4 KCN → K[Au(CN)
4] + 3 KCl

## Aplicacions en la síntesi orgànica
AuCl₃ catalitza diverses reaccions, malgrat que no s'han comercialitzat les transformacions. Les sals d'or(III) especialment Na[AuCl₄] proporciona una laternativa a l'ús de sals de mercuri(II):
Alguns alquins experimenten aminació en presència del catalitzador Or(III). L'or catalitza l'alquilació de certs anells aromàtics i la conversió de furans a fenols. Per exemple: